# Paardensprongcijfer
Een paardensprongcijfer is een manier voor het versleutelen van klare tekst, gebaseerd op het schaakstuk paard. Paardensprongversleuteling is een transpositiecijfer. Men maakt voor de versleuteling gebruik van een schaakbord. Het paard springt net zo lang totdat alle velden van het bord eenmaal zijn bestreken en geeft de cellen dienovereenkomstig een oplopende nummering. Dat kan bijvoorbeeld als volgt:

Vervolgens voegt men de klare tekst op de oplopende nummers in waarna men ofwel de kolommen ofwel de rijen afleest en geschikt maakt voor verzending. Er bestaat ook de variatie dat men eerst de tekst in het vierkant van 8x8 plaatst, waarna men de letters er in de oplopende volgorde van de paardensprong uitleest.
Aangezien er enorm veel mogelijkheden van dergelijke paden zijn, is het zaak dat zender en ontvanger een dezelfde route volgen.